# Migración

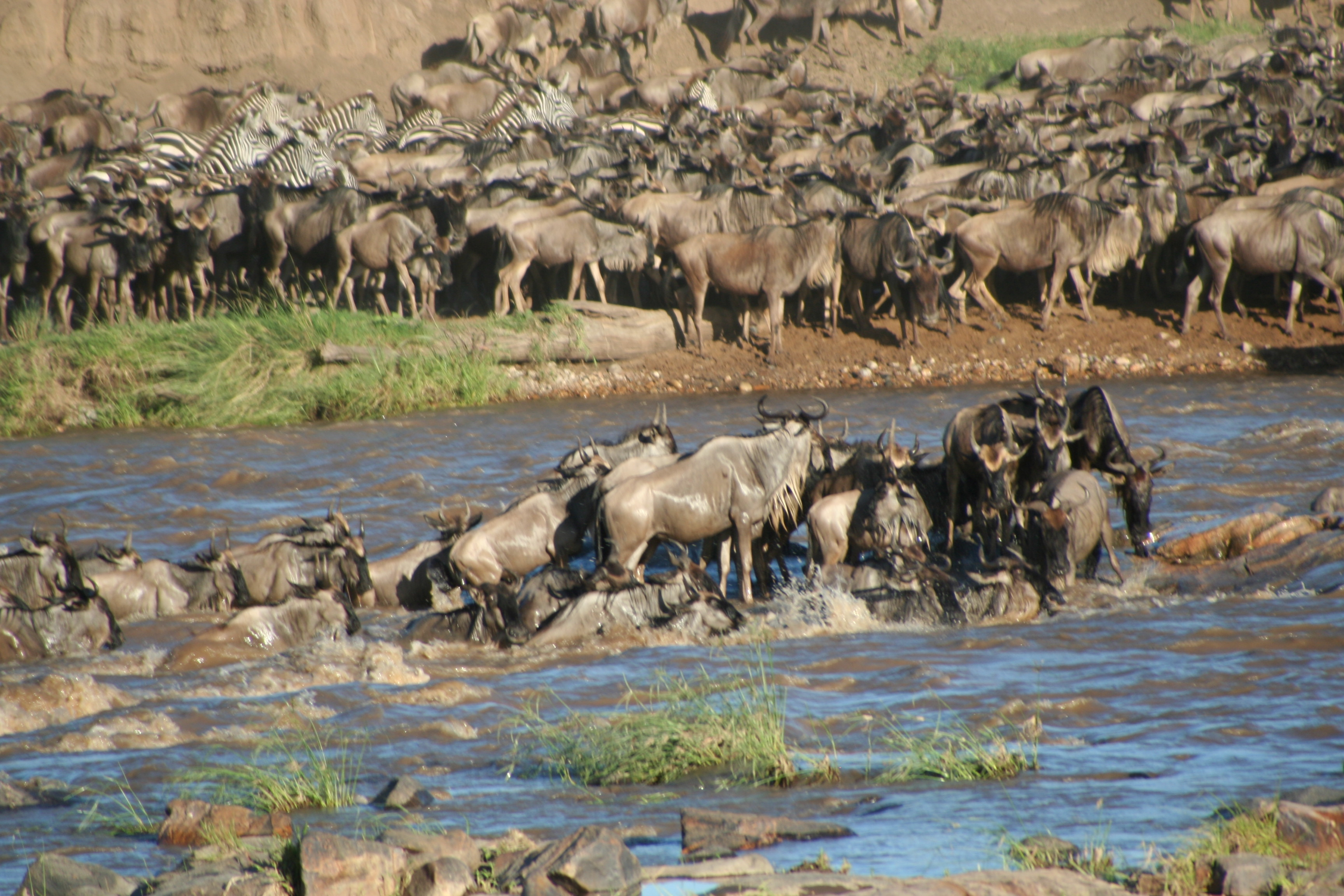
Migración de ñus en el Serengeti

La migración es el desplazamiento de una población que se produce de un lugar a otro y lleva consigo un cambio de la residencia habitual en el caso de las personas o del hábitat en el de las especies de animales migratorios. De acuerdo con lo anterior se pueden considerar dos tipos de migraciones: migraciones humanas y migraciones animales. Las migraciones de seres humanos se estudian tanto por la demografía como por la geografía de la población. Y las de especies de animales se estudian en el campo de la zoología, de la biogeografía y en el de la ecología. 
La migración es a menudo cíclica, con frecuencia se produce de forma estacional y, en algunos casos, a diario. Las especies migran para aprovechar las condiciones más favorables con respecto a la disponibilidad de alimentos, la seguridad frente a la depredación, la oportunidad de apareamiento u otros factores ambientales.
Mientras que los miembros de algunas especies aprenden una ruta migratoria en su primer viaje con miembros mayores de su grupo, otras especies transmiten genéticamente información sobre sus rutas migratorias.: 71–72  A pesar de las muchas diferencias en las señales y comportamientos migratorios de los organismos, «parecen existir similitudes considerables en las señales involucradas en las diferentes fases de la migración».: 84  Los organismos migratorios utilizan señales ambientales como el fotoperíodo y las condiciones climáticas, así como señales internas como los niveles hormonales para determinar cuándo es el momento de comenzar una migración. Las especies migratorias utilizan sentidos como la magnetorrecepción o el olfato para orientarse o navegar por su ruta, respectivamente.: 69–70 
Los factores que determinan los métodos de migración son variables debido a la inconsistencia de los principales cambios y eventos estacionales. Cuando un organismo migra de un lugar a otro, su uso de energía y su velocidad de migración están directamente relacionados entre sí y con la seguridad del organismo. Si una barrera ecológica se presenta a lo largo de la ruta de un migrante, el migrante puede elegir usar su energía para cruzar la barrera directamente o usarla para moverse alrededor de la barrera. Si un organismo está migrando a un lugar donde existe una gran competencia por el alimento o el hábitat, su tasa de migración debería ser mayor. Esto ayuda indirectamente a determinar la aptitud de un organismo al aumentar la probabilidad de su supervivencia y éxito reproductivo.: 38–41 

## Historia de la migración
La historia de la humanidad hace referencia a los grandes movimientos culturales, económicos, geográficos y políticos que dieron origen a desplazamientos en masa de la población, tanto espontáneos como forzados.
- En la prehistoria se inició la expansión de la humanidad, alcanzando casi todas las regiones habitables.

- En la antigüedad, Grecia, Cartago y Roma organizaban flujos emigratorios como método para establecer las colonias para expandir el comercio de la metrópoli, el cual constituía su principal medio de subsistencia.

- La Edad Media duró un milenio en Europa y fue testigo de tres procesos migratorios masivos: las invasiones bárbaras, la expansión del Islam y la formación del Imperio bizantino, el cual vino a ser sustituido, ya en la Edad Moderna, por el Imperio turco (u otomano).

- A partir del descubrimiento de América de Cristóbal Colón, millones de personas emigraron de Europa a los territorios del llamado Nuevo Mundo.

- En el siglo XIX, con la Revolución Industrial, ya iniciada en el siglo anterior en Europa, se inició una época del expansión del capitalismo, a través del imperialismo, lo que llevó a un aumento masivo de los flujos migratorios transoceánicos de Europa y Asia a América y Oceanía.

- Y en el siglo XX (continuado en el presente siglo), un extraordinario desarrollo de los medios de comunicación y transporte (automóviles, ferrocarriles, aviones, barcos, etc.) han hecho posible las migraciones masivas de personas en una escala global nunca antes vista. Se trata de migraciones de tipo socioeconómico, estimuladas por un proceso de desigualdad creciente entre los países desarrollados y subdesarrollados y acentuados, en especial en este último caso, por malos y hasta pésimos gobiernos. En Japón, durante la Restauración Meiji, se produjo un fuerte proceso de tecnificación que generó excedente de mano de obra, y emigraciones a distantes países como Estados Unidos, Brasil, Perú, Argentina, entre otros.

### Procesos relevantes
- La revolución neolítica de hace unos 9 000 años, y que consistió básicamente en el desarrollo de la agricultura intensiva bajo riego, trajo consigo un desplazamiento enorme de la población en los continentes africano, asiático primero, europeo y americano después, en el que millones de personas abandonaron su modo de vida nómada para hacerse sedentarios. El proceso de esta primera revolución ocurrida en la historia de la humanidad está bien explicado en varias obras de V. Gordon Childe (especialmente en Los orígenes de la civilización).[5]
- La formación de los primeros imperios en el Oriente Medio y en el Mediterráneo oriental (Mesopotamia, Egipto, Persia, Media, Grecia, Macedonia, Fenicia) y en el Mediterráneo occidental (Cartago y Roma) trajo consigo grandes desplazamientos de pobladores y soldados, que se encargaron de ocupar, tanto libremente como por la fuerza, nuevas tierras. El poblamiento y expansión de los cartagineses y romanos en el Mediterráneo occidental estuvo acompañado por una etapa de guerras (Las guerras púnicas) que cambiaron por completo el mapa político de esta zona del sur de Europa y norte de África. El caso de los colonos romanos que se establecieron en la antigua Dacia (actual Rumanía) puede servir también de ejemplo de estos desplazamientos.
- El periodo de las grandes migraciones sirvió para que muchos pueblos indoeuropeos se establecieran a ambos lados de los antiguos limes (límites) del Imperio romano.
- El feudalismo tuvo un efecto dual en cuanto se refiere a las migraciones de población: por una parte fijó a los campesinos al suelo, es decir, a la tierra y aldeas de los distintos feudos. Por la otra, aunque redujo el comercio, aumentó enormemente las guerras de conquista entre los feudos existentes, lo cual dio origen a verdaderas invasiones y desplazamientos masivos de la población, que fueron creciendo con el aumento y transformación de algunos feudos en los estados nacionales a fines de la Edad Media lo que, a su vez, determinó la decadencia definitiva del sistema feudal.
- En la Baja Edad Media se desarrollaron las redes de las ciudades estado, como la Liga Hanseática en el noroeste europeo y las ciudades surgidas a ambos lados de los pasos a través de los Alpes y en las ciudades del Norte de Italia, con el predominio de Venecia, que llegó a ser la mayor ciudad del mundo gracias al desarrollo del comercio. Estas ciudades crecieron enormemente por el desarrollo del comercio y dieron lugar a grandes desplazamientos o migraciones entre el mundo rural y dichas ciudades, así como el surgimiento de otras aldeas transformadas en burgos dedicados a la manufactura artesanal que alimentaba ese comercio.

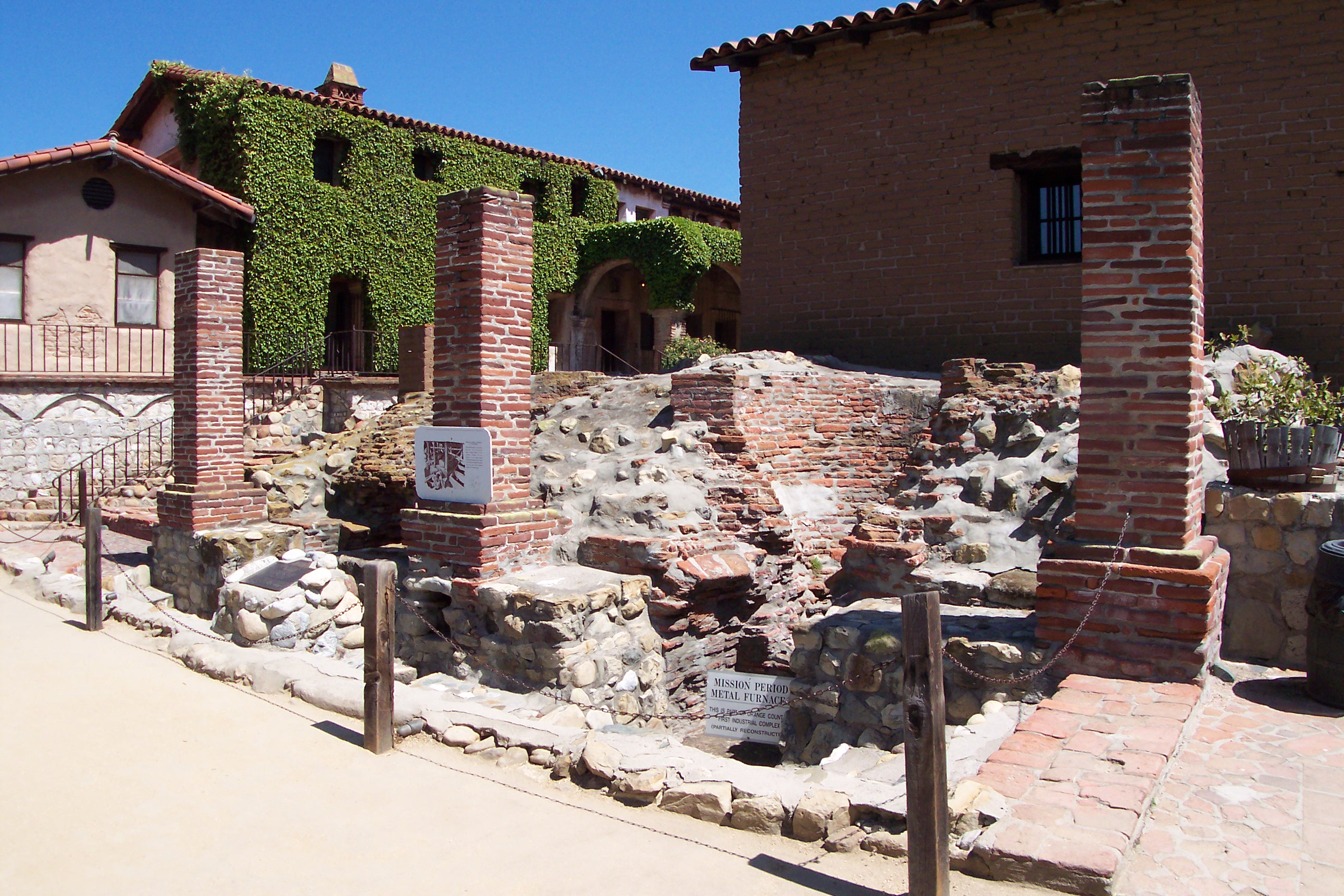
Ruinas de una forja catalana en la Misión de San Juan Capistrano junto al Camino Real de California (S XVIII), un avance tecnológico que vino a modificar sustancialmente la producción de metales en el continente americano

- Los comienzos de la Edad Moderna marcan el inicio de los viajes de descubrimiento, la formación de Imperios de ultramar, la colonización de otros continentes y países por parte, principalmente, de los países europeos. El desarrollo de la navegación dio lugar a unos desplazamientos masivos de millones de personas que, al mismo tiempo que dieron origen a una verdadera despoblación en muchos países europeos, sirvieron para fundar y poblar muchos países nuevos, sobre todo en América, a través de un proceso que puede considerarse, al mismo tiempo, como una invasión y hasta genocidio (especialmente en los primeros tiempos) pero también como la fundación y desarrollo de un nuevo mundo con una mayor calidad de vida: Muchos de los desarrollos técnicos iniciados en Europa pasaron rápidamente al continente americano (uso del caballo, puentes, acueductos, caminos, molinos, plantas de cultivo, fraguas y forjas catalanas (como la que se construyó en la Misión de San Juan Capistrano), etc. La ocupación progresiva de la América del Norte por parte de los españoles, franceses e ingleses (en

orden) se hizo más intensa con el descubrimiento de oro y plata en el Oeste del territorio en 1848, pero esta ocupación, sobre todo en el siglo XIX, tuvo caracteres muy distintos a la expansión colonial en Hispanoamérica durante la época colonial.
- El desarrollo de la Revolución Industrial dio origen al mayor proceso migratorio de toda la historia que no ha terminado aún, sino que está tomando nuevas formas: el llamado éxodo rural, que involucró a miles de millones de campesinos en todo el mundo que fueron dando origen, a su vez, al crecimiento descontrolado y excesivo de ciudades enormes.
- La Gran Emigración europea (1800-1950). Relacionado con el éxodo rural desde comienzos del siglo XIX y durante casi un siglo y medio, millones de europeos pobres emigraron principalmente hacia los continentes de América y Australia.
- A partir de 1950 en adelante se ha venido desarrollando un proceso emigratorio de dimensiones incalculables en los países del Tercer Mundo, especialmente en los más poblados. También relacionado con el éxodo rural, que en el Tercer Mundo comenzó después que en Europa, millones de personas de los países no desarrollados iniciaron un proceso de migraciones hacia Estados Unidos, Europa, Canadá, Japón y Australia, principalmente. Y la dimensión interna de esta gran emigración siempre ha sido mucho mayor que la internacional, lo que está avalado por el hecho notorio de que las grandes ciudades más pobladas del mundo actual han surgido, precisamente, en países del Tercer Mundo (Shanghái, Bombai, México).

## Tipos
Los tipos de migración incluyen:
- Migración animal: desplazamientos periódicos, estacionales o permanentes, de algunas especies de animales, de un hábitat a otro.
  - Migración de las aves, el viaje estacional regular que realizan muchas especies de aves.
    - Migración inversa, un fenómeno en la migración de aves.

  - Migración de peces, el viaje regular de los peces.
  - Migración de insectos, el desplazamiento estacional de insectos.
    - Migración de lepidópteros, movimiento de mariposas y polillas.
- Migración vertical diaria, una migración diaria realizada por algunos organismos oceánicos.
- Migración humana, que integra dos procesos: el de la emigración, desde el punto de vista del lugar o país de donde sale la población; y el de la inmigración, desde el punto de vista del lugar o país a donde llegan los "migrantes". Ellos migran por variadas causas, por ejemplo: motivos económicos, la forma de gobierno en su país, por violencia,[6] falta de trabajo, etc. La migración se convierte en una práctica cotidiana y tradicional de los pueblos que llega a configurar toda una cultura.[7]

## Efectos de la migración
Una especie que migra a una nueva comunidad puede afectar el resultado de las interacciones competitivas locales. Una especie que migra a una nueva comunidad puede causar un efecto top-down dentro de la comunidad. Si la especie migratoria es abundante en la nueva comunidad, puede convertirse en una presa principal para un depredador residente, dejando a otras especies residentes solo como presas alternativas. Esta nueva fuente de alimento (migrantes) puede aumentar el tamaño de la población de las especies depredadoras, impactando el tamaño de la población de sus otras presas cuando las especies migratorias regresan a su ubicación original.: 136  Si una especie residente experimenta escasez de alimentos debido a la variación estacional, la población de la especie puede disminuir, creando una oportunidad para que una nueva especie migre a ese lugar a medida que la disminución de la población de la especie residente deja una abundancia de alimento.: 135  Las especies migratorias también pueden transportar enfermedades a gran distancia de su hábitat original.: 137 

## Teorías migratorias

### Tipos de teorías
Las migraciones han sido analizadas desde el punto de vista de distintas disciplinas académicas, existiendo hoy un conjunto de teorías altamente especializadas en las mismas. Lamentablemente, esta especialización no siempre ha ido en provecho del diálogo interdisciplinario y una visión más holístisca del proceso migratorio. En particular, los enfoques económicos, con su aplicación de modelos fuertemente sofisticados y formalizados matemáticamente, han tendido a crear un campo de estudios prácticamente separado del resto de las otras disciplinas.
A pesar de esta diversificación y especialización se pueden establecer ciertos parámetros para agrupar los distintos enfoques en uso. Una forma simple de clasificar estos enfoques es atendiendo al énfasis que se pone en distintos aspectos de los fenómenos migratorios. Así, por ejemplo, hay enfoques que acentúan los así llamados “factores de expulsión” (push factors en la terminología académica) que empujan a los migrantes a dejar sus respectivas regiones o países (guerras, dificultades económicas, persecuciones religiosas, desastres medioambientales, etc.). Por otra parte, están los enfoques que acentúan los “factores de atracción” (pull factors) que llaman a los migrantes hacia determinadas regiones o países (mejores salarios, democracia, paz, acceso a la tierra y condiciones favorables de vida en general). 
Otra forma de agrupar los diversos enfoques, que aquí se seguirá, es prestando atención al nivel del análisis ofrecido. Así por ejemplo, tenemos análisis que enfocan prioritariamente los aspectos agregados o estructurales (niveles comparativos de desarrollo, estándares de vida, condiciones demográficas, grandes cambios socioculturales, las tecnologías de la comunicación y el transporte, etc.) y que por ello pueden ser llamadas explicaciones o enfoques “macro”. Estas fueron las primeras teorías sobre el fenómeno migratorio y su fuerza explicativa es notable a un nivel general. Sin embargo, la decisión de migrar ni involucra a todos los que se ven afectados por los mismos factores macro ni se puede deducir de manera axiomática de ciertas disparidades estructurales. Por ello que otros enfoques han tratado de entender la decisión misma de migrar a un nivel individual o del entorno humano que directamente la influencia. Estamos por ello frente a enfoques que pueden ser llamados “micro” u orientados a entender el por qué de la decisión particular de migrar. Sin embargo, durante las últimas décadas se ha venido poniendo mayor interés en el nivel intermedio, o mediador entre las condiciones estructurales y las decisiones individuales, que por ello podemos llamar perspectiva “meso”. Se trata de entender fundamentalmente las redes sociales y las organizaciones e instituciones concretas que posibilitan la migración. Las redes o cadenas migratorias han sido, en especial, un foco de gran interés dentro de esta perspectiva meso. También las organizaciones de carácter criminal han sido estudiadas a este nivel.
A continuación se darán ejemplos de estos tres tipos de enfoques, macro, micro y medio, tratando de esta manera de entender los aportes que cada uno de ellos hace, a su manera, a la comprensión de las migraciones.

### Enfoques migratorios a nivel macro

#### Enfoque demográfico
El enfoque demográfico es característico de este nivel de análisis, poniendo el acento sobre las disparidades en cuanto al desarrollo poblacional entre diversas regiones y países. Esta es, sin duda, la base de todo análisis serio de los fenómenos migratorios que alcanza una importancia cuantitativa ya que nos da una visión general sobre la existencia de un potencial o de una demanda migratoria. Esto se relaciona, en general, con la fase en que diversas zonas del mundo se encuentran en la así llamada “transición demográfica”, es decir, en los cambios en la relación entre la tasa de natalidad y de mortalidad que explican la gran expansión demográfica de los últimos dos siglos. En este sentido, las sociedades europeas han entrado en una fase pos transición demográfica, en que esta tiende incluso a revertirse en el sentido de que la tasa de mortalidad supera a la de natalidad, generando por ello un decrecimiento poblacional. El contraste más palpable con esta situación la encontramos en el continente africano, donde el diferencial entre natalidad y mortalidad es, a pesar de las altas tasas de mortalidad, muy grande, dando origen a un extraordinario incremento poblacional. Así por ejemplo, entre 2010 y 2050 la Comisión de Naciones Unidas para la Población pronostica una caída en la población en edad activa (15 a 64 años) europea de un 20 % (de 500 a 398 millones) mientras que la africana más que se duplicaría (de 581 a 1310 millones). Estas diferencias tan evidentes le dan de por sí una posición mucho más competitiva en su mercado de trabajo a la población en edad activa que se encuentra en Europa respecto de aquella que se encuentra en África. Esto debe, por supuesto, combinarse con la disposición de recursos naturales y el nivel de desarrollo alcanzado para poder calibrar con mayor exactitud el significado de las disparidades demográficas existentes.

#### Enfoque sociológico
Un enfoque sociológico a nivel macro es aquel que acostumbra llamarse “paradigma de la modernización”, que asocia las migraciones con procesos de cambio socioculturales que predisponen a aumentar la movilidad humana. Se pasaría así de una situación de mayor sedentariedad y fuerte adscripción al entorno local, propia de una “sociedad tradicional”, a una situación de alta movilidad y adscripciones difusas a distintos niveles, propia de una “sociedad moderna”. Estos cambios potenciarían primero las migraciones internas y, en particular, el proceso de urbanización, para luego pasar a una fase de migraciones de más largo alcance incluyendo las internacionales.

#### Enfoque económico
A nivel económico, la economía ortodoxa o “economía neoclásica” ha acentuado las diversas dotaciones de factores productivos (recursos naturales, trabajo, capital, etc.) en diversas áreas y países, lo que da una retribución económica diferente al uso de esos factores. Los primeros análisis neoclásicos aplicados a las migraciones fueron realizados por Ernest-George Ravenstein a fines del siglo XIX, que han dado origen a las así llamadas “leyes de Ravenstein”. Ravenstein publicó las "Leyes de Migración" (The Laws of Migration), en las cuales el factor económico juega un papel importante porque el deseo de los seres humanos consiste en mejorar las condiciones materiales de vida; por tal motivo, existe una tendencia de migrar hacia áreas más desarrolladas, tomando en consideración la ubicación geográfica de los migrantes. Economistas como Michael Todaro y George Borjas han desarrollado posteriormente este enfoque de manera amplia. En el caso de las migraciones la abundancia de fuerza de trabajo en relación con otros factores productivos potenciaría la emigración debido a los bajos salarios de un trabajo superabundante. Por su parte, regiones con, por ejemplo, mucho capital o tierra en relación con la población activa disponible tenderían a generar unos ingresos más altos al trabajo y ser, por ello, atractivos como lugares de inmigración. Este sería el caso típico de Estados Unidos en el siglo XIX, con mucha tierra accesible y poca población, respecto de una Europa con poca tierra en relación con su población. Lo mismo ocurriría hoy entre las regiones más desarrolladas con mucho capital y relativamente pocos trabajadores respecto de muchas áreas menos desarrolladas que muestran la situación inversa. En buenas cuentas, los flujos migratorios, así como otros flujos económicos, tenderían a crear una situación de mayor equilibrio en la dotación y remuneración de los factores productivos a nivel global. Este equilibrio implicaría un mejor uso de los mismos, generando grandes ventajas globales y abriendo oportunidades sustanciales de mejoramiento de las condiciones de trabajo y de vida de los migrantes en relación con su situación en el país de origen, si bien las mismas pueden parecer desventajosas en comparación con las condiciones imperantes entre los trabajadores y las población de los países de acogida. Esta perspectiva macroeconómica enfatiza también las trabas a la inmigración provenientes de las organizaciones de los trabajadores de los países más desarrollados que verían debilitado su poder de negociación y por ende sus ascensos salariales al aumentar la cantidad de mano de obra ofertada en su mercado de trabajo. Este es un típico ejemplo de lo que se conoce como conflicto entre los “insiders” (grupos que están ya adentro) y los “outsiders” (nuevos grupos que presionan por entrar en un mercado de trabajo más favorable). 
Desde un punto de vista dinámico la economía ortodoxa ha elaborado una serie de teorías acerca de las relaciones entre migración, pobreza y desarrollo. Se parte de una relación inversa entre pobreza y migraciones de mediano y, en especial, migraciones internacionales de largo alcance. Este tipo de migraciones son, habitualmente, muy costosas en relación con los recursos disponibles por los sectores más pobres de la población mundial. Esto es lo que se conoce como “trampa de la pobreza” que dificulta o impide que aquellos que más tendrían que ganar migrando no puedan afrontar la inversión que ello supone. Los que normalmente migran no son, según esta perspectiva, los más pobres sino sectores medios o relativamente privilegiados de sociedad en desarrollo. Es por ello que se habla de una “autoselección” social y educacionalmente positiva de los emigrantes respecto del total de la población del país de origen. Esto mismo explica el hecho de que la emigración tienda a crecer, contrariamente a lo que habitualmente se cree, cuando se inicia un proceso exitoso de desarrollo ya que el mismo abre posibilidades para que más y más personas puedan invertir en la migración hacia países donde su “capital humano” sería aún más rentable. Esta emigración viene a su vez a potenciar, por medio de las remesas, el desarrollo del país de origen, generándose así un “círculo virtuoso” entre desarrollo, emigración y más desarrollo. Cuando el nivel de desarrollo del país de emigración lo acerca al del país de inmigración el flujo tiende a ralentizarse para luego detenerse y, finalmente, invertirse, formando aquello que se ha llamado la “U invertida”. Un ejemplo palpable de este proceso es la emigración española hacia el norte de Europa, que fue fuertemente potenciada por el desarrollo económico español de los años 1960 para luego, en los 70, detenerse e invertirse cuando España alcanzó niveles de bienestar que si bien aún eran inferiores a los del norte europeo no compensaban ya los costes de todo tipo que impone la emigración. 
El enfoque económico antagónico al recién expuesto lo proponen diversas escuelas de pensamiento neomarxistas, que acentúan la polarización internacional que vendría a empobrecer crecientemente las así llamadas “periferias” del sistema capitalista mundial, forzando a sus poblaciones a emigrar para subsistir creando de esta manera una especie de “Tercer” o “Cuarto Mundo” migrante que se ofrece por bajos salarios y aceptando condiciones de “sobreexplotación” en los mercados de trabajo del mundo desarrollado. Estas perspectivas tienen su origen en la Escuela o Teoría de la Dependencia, popularizada por autores como André Gunder Frank ya en los años 1960, y en la así llamada teoría del sistema-mundo asociada al nombre de Immanuel Wallerstein. De acuerdo a este enfoque estaríamos frente a un círculo vicioso de explotación, empobrecimiento, emigración y mayor empobrecimiento. Esta perspectiva general ha sido complementada por las teorías del “mercado dual” o “segmentado” de trabajo, asociadas a los nombres de Michael Piore, Stephen Castles y Godula Kosak. Para estos autores existen dos tipos de mercados laborales y, de hecho, dos tipos de clases trabajadoras en los países desarrollados: una compuesta fundamentalmente por los autóctonos, que comparten condiciones regulares y aceptables de trabajo, y otra formada por los inmigrantes, en particular aquellos en diversas situaciones de irregularidad, que carecen de condiciones seguras y dignas de trabajo.

### Enfoques migratorios a nivel micro
Los enfoques micro surgen de la necesidad de explicar las decisiones reales de los sujetos de las migraciones, es decir, de los migrantes mismos. El punto de partida de estas reflexiones es que realmente existe una decisión migratoria y que no se trata de un hecho meramente forzoso, como sería el tráfico de esclavos o las deportaciones masivas de población. Estas situaciones extremas excluyen por cierto toda decisión del individuo migrante que, de hecho, no es sujeto de la acción de migrar sino víctima u objeto de la decisión de otros. Sin embargo, en la gran mayoría de los casos existe un momento de voluntariedad y decisión que debe ser explicado, aún bajo condiciones muy penosas. De hecho no todos, ni siquiera la mayoría de una población sometida a persecuciones políticas intensas o a condiciones económicas desventajosas dejan sus países de origen. Lo hacen algunos y no otros que optan, por más dura que sea esa opción, por quedarse y resistir a las condiciones adversas. Esto hace relevante la pregunta por la decisión de migrar en circunstancias muy variadas. 
La teoría económica ortodoxa enfoca este tema como si el emigrante fuese un inversor cualquiera, que hace una evaluación de costos y beneficios y elige, de acuerdo a ese cálculo y buscando maximizar sus beneficios, si emigrar o no. Se trata de un cálculo difícil de evaluar en términos exactos ya que implica una serie de incertidumbres y de costos que escasamente se dejan sopesar (dejar a la familia, a los conocidos y a lo conocido, etc.). La decisión “racional” puede, además, ser perfectamente “irracional” en el sentido de que el cálculo puede basarse en informaciones erradas. Todo esto no obsta para considerar al migrante como un “homo oeconomicus” de texto ya que estos fallos de información se pueden dar en el caso de cualquier consumidor o inversor. Según esta aproximación, uno de los factores decisivos de la decisión de emigrar es la rentabilidad potencial del capital humano del migrante en un nuevo mercado de trabajo, a lo que se le contraponen, como costos, su ingreso actual y otras “pérdidas” de la emigración. Esto es lo que vendría a explicar la observación incontrovertible de que, a falta de impedimentos mayores y teniendo los recursos para migrar, los flujos migratorios tiendan a ir de países de menores salarios a aquellos de mayores salarios.
Contrapuesto a este punto de vista explícitamente individualista ha surgido el así llamado paradigma de la nueva economía de la migración. En esta perspectiva se desplaza el foco de atención de la decisión individual a la del grupo humano que forma el entorno original del migrante (su familia nuclear o extendida, sus vecinos, su pueblo, etc.). Al mismo tiempo se pone el acento no sobre la maximización del beneficio sino sobre la minimización de los riesgos, que se logra al desplazar miembros (habitualmente jóvenes) de un grupo a diversos nichos económicos. Se trata, en resumen, de una decisión de migrar que atañe a un individuo pero que ha sido tomada y financiada colectivamente como parte de una estrategia de supervivencia de todo un grupo humano, lo que implica que el migrante lleva consigo y debe responder a una serie de compromisos y lealtades con su grupo de origen. Su conducta debe por ello ser grupal y no individualista, especialmente en cuanto al uso de los beneficios económicos de migración (obligación de enviar remesas) y a los compromisos de largo plazo, como por ejemplo la elección de esposa o esposo o el compromiso de ayudar a nuevos migrantes del mismo grupo de origen. Se forman así tanto cadenas migratorias como fuertes solidaridades transnacionales que condicionan vitalmente la vida del inmigrante.
A pesar de sus evidentes diferencias cabe destacar una similitud básica entre el enfoque micro de la economía ortodoxa y el de la nueva economía de la migración: ambos parten de la existencia de un cálculo racional como fundamento del hecho migratorio. En un caso realizado por un individuo que busca su máximo provecho y en el otro por un grupo que también lo busca.
Frente a estos enfoques “racionalistas” existe el “misterio de los pioneros”, aquellos individuos o pequeños grupos que abren un nuevo horizonte migratorio y a los que luego seguirán muchos otros por motivos muy distintos y, habitualmente, más explicables que los de los pioneros. Estos “aventureros migratorios” son difíciles de encuadrar en una teoría más general, siendo muchas veces los diferentes e incluso los disidentes de una comunidad o sociedad determinada, que la dejan impulsados por una búsqueda incierta de una vida diferente o, a veces, por el simple rechazo social ante sus conductas inconformistas o “socialmente desviadas”. De esta manera partieron, por ejemplo, los primeros disidentes religiosos de Europa hacia Norteamérica. Otras causas igualmente difíciles de encasillar en teorías generales son las del amor, que llevan a una persona a seguir a otra iniciando una migración que tal vez otros sigan por razones muy distintas explicando así, al menor en parte, la extraña geografía de muchos flujos migratorios cuya concentración en ciertos lugares de origen o de llegada parecen ser puramente aleatorios.

### Enfoques migratorios a nivel medio
Las perspectivas macro y micro fueron severamente criticadas durante los últimos decenios del siglo pasado ya que olvidaban que entre los factores generales y los más particulares existen una serie de estructuras que hacen posible la migración, abaratando sus costos y, de hecho, canalizándola hacia ciertas zonas, nichos laborales y localidades concretas. Surgió así el análisis de las redes migratorias que parte de la creación de un “capital social migratorio” que se va acrecentando en la medida en que se fortalece la migración. Este capital social incluye desde recursos materiales para posibilitar la partida y la inserción en la nueva sociedad hasta contactos e información de decisiva importancia para el éxito del proyecto migratorio. Se trata de una perspectiva en que el esfuerzo y los elevados costos de los pioneros van formando un capital que hace más accesible la migración para otros, habitualmente con menos recursos o circunstancias menos favorables o afortunadas que las de los pioneros exitosos. Al mismo tiempo, los pioneros se tienden a convertir en líderes del nuevo grupo inmigrante, teniendo en sus manos las claves de la inserción en la sociedad de acogida y buscando sacar ventajas de las mismas. Se forman así cadenas de migrantes que, en sus expresiones más notables, llevan a la formación de los así llamados “enclaves étnicos” de gran vitalidad económica pero que muchas veces generan fuertes relaciones de explotación dentro del grupo respectivo. Clásicos ejemplos de ello se dieron, y se dan todavía, en Estados Unidos, explicando desde la vitalidad empresarial de parte significativa de la comunidad judía establecida allí durante el siglo XIX hasta los “chinatowns” o el pujante enclave cubano de Miami. Estos enclaves han mostrado que, a pesar de sus rasgos de abuso intraétnico, en el largo plazo han sido trampolines del progreso de prácticamente toda la comunidad étnica involucrada, tal como lo muestran los notables progresos económicos de los descendientes de los inmigrantes judíos y chinos que hoy cuentan con niveles de ingreso y educación muy superiores a la media de la población estadounidense de origen anglosajón.
El estudio de las redes migratorias incluye también aquellas que decididamente actúan fuera y en contra de la ley, habitualmente calificadas como mafias donde el así llamado “traffiking” con fines de explotación sexual es una fuente de ingentes ganancias para algunos y de gran sufrimiento para muchos.
También se debe incluir en este enfoque meso el estudio de lo que podríamos llamar la “industria de la migración”, que va desde las empresas de viajes de “bajo costo” especializadas en el transporte de migrantes a empresas que dan créditos para posibilitar la migración o aquellas que posibilitan las comunicaciones o el envío de remesas. Todos estos son elementos esenciales de proyectos migratorios que sin ellos serían extremadamente difíciles y costosos.

### Beneficios de la Migración
1. La migración tiene un impacto positivo en el área que el migrante deja atrás. Esto se traduce en una reducción de la tasa de desempleo en el país de origen. La demanda de tierra, agua, alimentos y recursos naturales disminuye, aliviando gradualmente la presión económica en la región y el estado.[20]
2. En segundo lugar, la migración ejerce una influencia significativa en los países de acogida. Cuando hay escasez de mano de obra debido al envejecimiento de la población, los nuevos llegados ocupan puestos de trabajo vacantes, lo que contribuye al crecimiento económico sostenible.
3. En tercer lugar, las personas mejoran sus niveles de vida, ya que tienen la oportunidad de ganar más, buscar el avance en sus carreras y acceder a mayores oportunidades económicas.

## Las migraciones internacionales en la actualidad
Según el Informe sobre Desarrollo Humano 2009 del PNUD existirían unos mil millones de migrantes en la actualidad. De ellos, la abrumadora mayoría serían migrantes internos y solo menos de una cuarta parte se habría desplazado fuera de las fronteras de su respectivo país

Incluso con una definición conservadora de la migración interna que computa el movimiento sólo a través de las demarcaciones zonales más grandes de un país, el número de personas que se desplaza internamente en nuestra muestra es seis veces mayor que quienes emigran a otro país. Si usamos los patrones regionales que encontramos en estos datos, calculamos que hay alrededor de 740 millones de migrantes internos en el mundo, casi cuatro veces la cifra de quienes se desplazan internacionalmente. En comparación, la cifra contemporánea de migrantes internacionales (214 millones o 3,1 % de la población mundial) parece pequeña.

El mismo informe muestra que el flujo mayoritario de desplazamientos internacionales se dirigiría hacia países con niveles semejantes de desarrollo. Un flujo considerable, pero minoritario, está sin embargo formado por aquellas personas que se desplazan desde países pobres o menos desarrollados a países ricos o más desarrollados. Esta migración acostumbra a denominarse migración Sur-Norte (países pobres-países ricos). El PNUD nos da la siguiente estimación de estos flujos: “si limitamos nuestra atención a los movimientos internacionales, el grueso de ellos no se produce entre países con niveles de desarrollo muy diferentes. Sólo el 37 % de la migración mundial es desde países en desarrollo a países desarrollados. La mayoría del desplazamiento tiene lugar entre países de la misma categoría de desarrollo: alrededor del 60 % de los migrantes se traslada o bien entre países en desarrollo o entre países desarrollados (el restante 3% se mueve desde países desarrollados a países en desarrollo)”.

En términos de género, la composición de las migraciones internacionales se ha mantenido muy estable durante los últimos dos decenios, mostrando una leve mayoría masculina lo que viene a contradecir la idea tan común de una “feminización de las migraciones”. De hecho, según las estimaciones de Naciones Unidas el porcentaje de mujeres en el total de migrantes internacionales decrece levemente entre 1990 y 2010 (de 49,1 a 49 %). Este decrecimiento se observa tanto en los países más desarrollados (de 52 a 51,5 %) como en aquellos menos desarrollados (de 45,9 a 45,3 %). Sin embargo, esto no obsta para constatar grandes diferencias en términos de género entre los emigrantes de diversas regiones del mundo. Las migraciones de América Central y del Sur hacia Europa están, por ejemplo, fuertemente feminizadas, mientras que las de México a Estados Unidos o las provenientes de África o, en general, del mundo musulmán, están claramente masculinizadas.

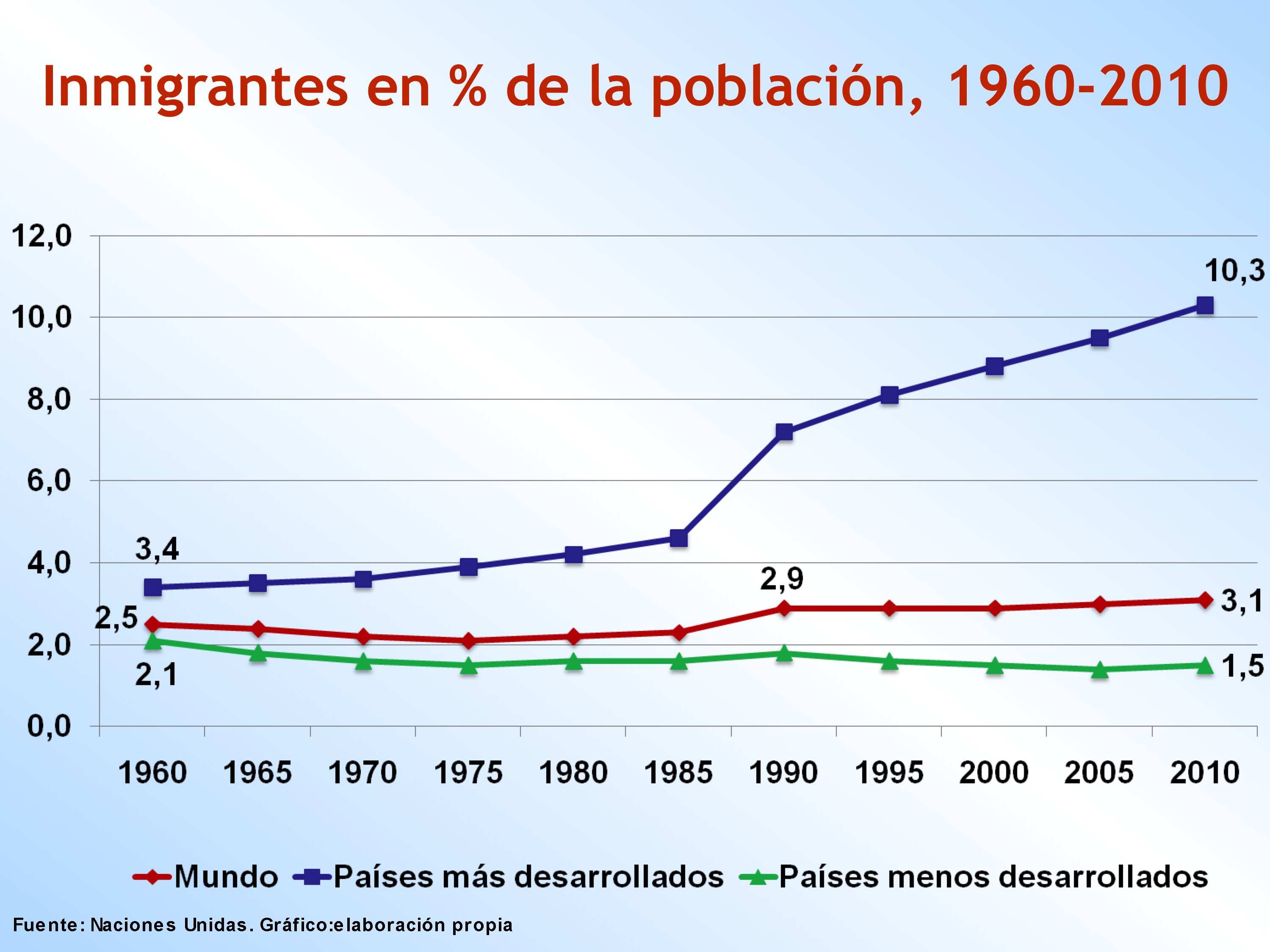
Fuente Naciones Unidas. Gráfico:elaboración propia

Las estimaciones de las Naciones Unidas muestran además que si bien los flujos migratorios internacionales han aumentado de manera considerable en términos absolutos (de un total acumulado de 75 millones en 1960 a 214 en 2010) su participación porcentual en el total de la población mundial prácticamente no se ha alterado (2,5 % en 1960, 2,9 % en 1990 y 3,1 % en 2010). Esta constatación sorprende teniendo en cuenta la creciente globalización y el aumento considerable de otros flujos internacionales (turismo, mercancías, servicios, capital, información etc.). Comparando con la ola migratoria de fines del siglo XIX vemos que los flujos actuales son en realidad bastante limitados (3,1 % comparado con el 8,5 % de la población mundial que se alcanzó antes de la Primera Guerra Mundial) a pesar de las mejoras en los sistemas de transportes y el abaratamiento considerable del uso de los mismos. Además, las disparidades que alientan las migraciones muestran hoy por hoy niveles extraordinariamente altos, lo que eleva considerablemente los beneficios que puede reportar el desplazarse de un país pobre a un país rico. El informe del PNUD da al respecto los siguientes ejemplos: «Los migrantes de los países con bajo IDH son quienes más pueden ganar y, en efecto, en promedio vieron multiplicarse sus ingresos por 15 (a US$15 000 por año), duplicaron sus tasas de matrícula en educación (de 47 % a 95 %) y redujeron la mortalidad infantil en 16 veces (de 112 muertes por cada 1000 nacidos vivos a siete)».

Estos datos muy someros indican la existencia de grandes incentivos a la migración, en particular aquella que hemos denominado Sur-Norte. Se trata no solo de potenciales ganancias económicas y de bienestar material sino de todas aquellas relacionadas con vivir en sociedades con sistemas políticos democráticos y un amplio respeto a las libertades y los derechos humanos. Sin fuertes trabas de carácter político-policial deberíamos, por lo tanto, estar frente a flujos migratorios internacionales considerablemente mayores que los que en realidad se observan. Estas barreras dificultan y encarecen notablemente las migraciones Sur-Norte, haciéndolas en la práctica accesibles solo a aquellos sectores sociales capaces de financiar sus altos costos. Esto se relaciona con otro elemento que limita las migraciones Sur-Norte actuales. Se trata de lo que en teoría migratoria se conoce como la “trampa de la pobreza”, es decir, niveles de pobreza tales que impiden que aquellos que más tendrían que ganar desplazándose hacia un país desarrollado no puedan intentarlo dada su incapacidad de financiar los costos de la emigración. En este sentido y contradiciendo lo que habitualmente se cree, un mayor desarrollo en las áreas más pobres del planeta incrementaría notablemente la capacidad migratoria de los habitantes de las mismas y por ello la presión migratoria hacia el Norte.
Mirando ahora la distribución por país de acogida se constata que Estados Unidos sigue siendo, como ya es tradicional, el principal país receptor de inmigrantes con cerca de 43 millones de inmigrantes legales en 2010 (a lo que hay que sumarle una cifra estimada en cerca de 10 millones de inmigrantes irregulares). A bastante distancia le siguen Rusia (12,3 millones), Alemania (10,8 millones), Arabia Saudí (7,3 millones), Canadá (7,2 millones), Francia (6,7 millones), Reino Unido (6,5 millones) y España (6,4 millones). En todos estos casos hay que sumar un porcentaje que va de un 5 a un 15 % de inmigrantes irregulares. En porcentaje de su población, la región que más ha recibido inmigrantes es Oceanía (16,8 %), seguido por América del Norte (14,2 %) y Europa (9,5 %). A mucha distancia se ubican África (1,9 %), Asia (1,3 %) y América Latina (1,3 %).
Dentro del total de migrantes internacionales también se considera a los refugiados, que en 2010 sumaban según Naciones Unidas 16,3 millones de personas, lo que representa un aumento respecto de la cifra de 2005 pero, a su vez, un claro descenso respecto de 1990, cuando se contabilizaron 18,5 millones de refugiados. En porcentaje de la población mundial esto implica un descenso desde 0,35 % en 1990 a 0,24 % en 2010.
A largo plazo, las disparidades del desarrollo demográfico de las diversas regiones del planeta serán de gran importancia para entender las presiones migratorias. A este respecto se observan ya hoy grandes disparidades, las que se verán significativamente aumentadas en las décadas venideras. Esto es particularmente notable e importante en lo que se refiera a la población en edad activa, elemento vital para el sustento de los niveles y sistemas de bienestar de los diversos países. 
Según las proyecciones del International Institute for Applied Systems Analysis (IIASA) Europa y el Asia Oriental experimentarán caídas poblacionales en las próximas décadas y, a su vez, una redistribución de la población en detrimento del segmento en edad de trabajar. Por su parte, Asia del Sur y sobre todo el África Subsahariana experimentarán fuertes incrementos demográficos. Para poner un ejemplo, de acuerdo a las cifras de Naciones Unidas la población europea de 15 a 59 años experimentará entre 2010 y 2050 un descenso de casi 100 millones de personas (cerca de una cuarta parte), al mismo tiempo la población de África Subsahariana en ese segmento de edad aumentará en unos 600 millones de individuos.
Estas extraordinarias disparidades, sumadas a las grandes disparidades económicas, sociales y políticas que caracterizan el mundo de hoy, serán los vectores futuros de la migración internacional. Simultáneamente, el progreso económico y social de una porción creciente de la población de los países en desarrollo ha ido aumentando significativamente la cantidad de personas con recursos suficientes para financiar la migración hacia el Norte. Baste solo recordar que según las cifras del Banco Mundial, entre 1981 y 2005 aumentó el número de personas en el mundo en desarrollo que disponen de un ingreso de más de 2,5 dólares por día de 930 a 3 500 millones de individuos. Todo indica que este desarrollo continuará, potenciando con gran fuerza la capacidad migratoria de un mayor número de personas del mundo en desarrollo.
De los 209 Estados existentes, 43 países se encuentran recibiendo inmigrantes, mientras que sólo 32 envían y 23 reciben y envían. Un gran número de países están viviendo o desarrollando estos procesos migratorios, con Estados Unidos a la cabeza, con 35 millones de inmigrantes. Aproximadamente el número total de migrantes asciende a más de 175 millones de personas, esto es, el 2,9 % de la población mundial vive fuera de su país de origen. Esto ha permitido una concientización mundial con respecto de este fenómeno y la idea de la “aldea global”. Durante los últimos 35 años, el número de migrantes internacionales ha crecido a más del doble.
Según datos de la CONAPO, entre 1995 y el año 2000, 1 millón 209 mil mexicanos emigraron a Estados Unidos, sin embargo, entre 2005 y 2010, únicamente lo hicieron 683 mil connacionales. Por otro lado, aumentó la migración de retorno, de 267 mil migrantes entre 1995 a 2000, a 824 mil en el quinquenio de 2005-2010, lo que representa un incremento del 300 %. Se preguntan si esto se trata de un nuevo patrón migratorio o si se trata de cambios coyunturales debidos a la recesión económica y a las políticas migratorias del vecino país, y que al momento de estabilizarse permitirán el retorno a los patrones migratorios anteriores.
El número de personas huyendo de conflictos y persecuciones está aumentando. Muchos países están tomando medidas severas para desalentar a las personas que desean solicitar asilo. Una de las más controvertidas es la de confinar a los solicitantes de asilo en centros de detención. Es importante comprender el impacto que tiene la detención en la salud de estos solicitantes, quienes ya de por sí poseen altos índices de traumas previos a su migración, debido a su exposición a la guerra, genocidio o encarcelamiento. Estas experiencias los hacen vulnerables a tener problemas de salud, y confinarlos puede empeorar dichos problemas.
Una revisión sistemática de 9 estudios realizados en Reino Unido, Japón, Canadá y Australia, comparó a los solicitantes detenidos con lo que no lo fueron. Los resultados indican que la detención tiene un impacto negativo en la salud mental de los solicitantes. Los niveles de trastorno por estrés postraumático, depresión, y ansiedad, antes y después de la liberación, fueron más altos entre los solicitantes de asilo detenidos comparados con los que no lo fueron. Los formuladores de políticas deberían entonces considerar otras opciones que sean menos dañinas que la detención, y monitorear las opciones que restringen la libertad de circulación.

## Vulnerabilidad de niños y familias migrantes en el contexto internacional
Los migrantes que se ven forzados a dejar su hogar, su país, su comunidad, sus redes de apoyo para buscar un futuro mejor son, en gran medida, jóvenes (FLASCO, 2012; ITAM, 2014) y en los últimos años se ha aumentado la cantidad de niños y niñas migrantes. El corredor de América Central-México-Estados Unidos sobresale en los últimos años al ver multiplicado por diez el número de niñas, niños y adolescentes migrantes, según estudios recientes.
Un estudio de la OEA publicado en 2011, en El Salvador, Nicaragua y México, las tasas de migración de la población, ha implicado que hayan perdido aproximadamente un tercio de su población juvenil entre los años 2005-2010.
Las condiciones de vulnerabilidad se refieren "a aquellas situaciones sociales, culturales, económicas, políticas y personales que colocan a las personas en condiciones de mayor riesgo de violación de sus derechos humanos" (CRM, 2014). La vulnerabilidad aumenta entre más joven sea la persona migrante: corre mucho más riesgo un niño o niña de corta edad, que una persona adolescente entre 12 y 18 años, y corre más riesgo una persona adolescente que una persona adulta joven entre 19 y 29 años. El riesgo se incrementa cuando la persona menor de edad viaja sola o no acompañada.
El Comité de los Derechos del Niño advierte que las estadísticas sobre migración de menores en la región son estimadas por distintos organismos, por lo que es difícil cuantificar tanto este dato como el cumplimiento efectivo de sus derechos (UNICEF, 2006). Sin embargo, en México, un país con alto movimiento migratorio, la red de instituciones dedicadas a atender a esta población señalan que hay unos 16648 niños, niñas y adolescentes migrantes o repratriados no acompañados (UNICEF, 2013). En Argentina, la cifra de niños y niñas migrantes de entre 0 y 14 años asciende a 141000 (UNICEF, 2014). En Costa Rica, la mayor parte del flujo migratorio proveniente de Nicaragua. El 30 % de esta población está constituida por niños, niñas y adolescentes (UNICEF, 2011).
En 2014, el ITAM, a partir de la obtención de datos de instancias oficiales encargadas de las deportaciones, tanto de México como de Estados Unidos entre los años 2009-2012, se registra que: las personas menores de 18 años conforman entre el 6 y el 7 % anual de migraciones. El 67 % de estos niños, niñas y adolescentes viajan sin compañía de una persona adulta. 
Según datos de la Oficina de Aduanas y Protección Fronteriza de los Estados Unidos (CBP) el año fiscal de 2013 se aprehendió en las fronteras estadounidenses a 38 759 niños, niñas y adolescentes no acompañados y en el año fiscal 2014 la cifra subió a 68,541.
La migración internacional abre un debate sobre el funcionamiento y el anclaje territorial de los derechos. En caso de personas cuyo Estado de residencia es distinto del Estado de nacimiento ¿cuál de estos dos países debe garantizar el ejercicio de los derechos? ¿Cómo deben articularse ambos Estados para asegurar que se respeten los derechos de los niños y niñas que cruzan fronteras? ¿Qué políticas hay que poner en marcha para proteger los derechos de familias y de niños migrantes? Son algunas de las problemáticas más urgentes para los Estados en materia de derechos de los niños y las familias migrantes.

## Factores de expulsión de NNA
La migración actual se caracteriza por ser joven y por un aumento considerable de mujeres y niños, niñas y adolescentes (NNA) entre las filas de personas migrantes.
Según diversos estudios y testimonios de personas migrantes jóvenes, los principales factores de expulsión o empuje que provocan el deseo y la decisión de migrar son:
- Deserción escolar: “70 % de los niños de la región latinoamericana abandonaron sus estudios por la necesidad de trabajar, mientras que 97 % de las niñas y adolescentes mujeres señalaron trabajo doméstico, maternidad y labores del hogar.” (PNUD, 2013).
- Desempleo Juvenil: son de 2.3 a 5.5 veces superior al desempleo de la población adulta, a la vez, el trabajo juvenil atiende a ser le más precario y de más bajos ingresos.
- Violencia, inseguridad: PNUD (2013) calculó en 30 000 niños, niñas y adolescentes (NNA) que cooperaban activamente con pandillas o grupos del crimen organizado.
- Violencia sexual: “Más del 70 % de delitos sexuales cometidos en Honduras, fueron cometidos contra niños y adolescentes entre los 12 y 18 años”, OIM (2013).
- Guerra: conflictos armados.
- Persecución: raza, religión, nacionalidad, grupo social, género, opinión pública.
- Desintegración familiar: Las mujeres migran para laborar como trabajadoras domésticas, mientras tanto, sus hijos quedan al cuidado de otras mujeres (abuelas, tías, hermanas)
- Desastres naturales

Estos factores no deben verse de forma aislada, sino en su conjunto, pues no son excluyentes unos de otros, por el contrario, en muchas ocasiones se conjugan.
Las mujeres jóvenes y los niños constituyen una población vulnerable, especialmente durante los procesos migratorios. Los riesgos que ocasiona dicha vulnerabilidad se refieren a la precariedad económica,  de información y de medios para la migración y a la existencia de bandas internacionales que intervienen para explotar a dichos migrantes. Entre los principales problemas a los que se enfrentan, se pueden citar:
- El trayecto que recorren los migrantes (tanto los más como los menos vulnerales suele hacerse por rutas migratorias no oficiales).
- No existen o suelen ser escasos o de difícil acceso, los servicios de alojamiento, alimentación, sanitarios, de emergencia, lo que los expone a sufrir daños en su salud.
- Más exposición y menos protección ante abusos y crímenes por parte de bandas internacionales.
- En ocasiones, se exponen a la detención y deportación inmediatas.
- En caso de lograr cruzar la frontera de manera irregular, tratan de ser "invisibles o clandestinos" para no ser detenidos y deportados lo que implica limitación a servicios básicos.
- Se desarrollan en ellos prejuicios y estigmas que se traducen en actos de xenofobia y discriminación.
- Secuestros, amenazas, extorsiones, prostitución, asesinatos y otros peligros.

## La migración en publicaciones literarias
Muchos han sido los acercamientos literarios al tema de la migración, desde los propios migrantes que plasman sus vivencias en prosa o verso, hasta los escritores y académicos que se acercan al tema con interés de comprender la realidad del otro, del migrante. Uno de esos acercamientos lo realizaron miembros del grupo El Comité en el año 2018, en el número 36 de la revista El Comité 1973 denominado “Migraciones y movilidades humanas en la contemporaneidad”, número coordinado por el especialista en migración Eduardo Torre Cantalapiedra. En dicha publicación se analiza el estado actual del fenómeno migratorio y se da un panorama de la migración en nuestros días. 
La fila india de Antonio Ortuño se encuentra también como muestra de una obra literaria que muestra al tema migratorio en sus distintas aristas, marginación, racismo, falta de empatía, disparidades económicas, vulnerabilidad.

## El tema migratorio en la agenda internacional
Se debe enfatizar en la importancia de la intervención temprana de las instituciones nacionales e internacionales, y proponer un enfoque que responda a los problemas y necesidades de salud, educación, seguridad y cohesión social, para enfrentarlas de manera articulada, entre países de origen y destino, las consecuencias derivadas de la migración.
Algunos países han reconocido la necesidad de crear mecanismos especiales que permitan proteger los derechos de grupos de migrantes que, se encuentran en riesgo y en vulnerabilidad, pues suelen pasar desapercibidas por las autoridades o en muchos casos ser re-victimizadas a través de deportaciones o detenciones y otras prácticas utilizadas para los extranjeros adultos pueden no ser apropiadas para menores.
“Las políticas públicas en la materia migratoria y en sus relaciones con la cultura son un parámetro directo de evolución social y, por consiguiente, el debate público sobre esta problemática debiera enfocar buena parte de su esfuerzo a impulsar prácticas estatales cada vez más cercanas a los principios de una sociedad humana con alcance global.”
Por la dinámica del tema, la migración es un tema que es revisado por los diversos organismos internacionales. Entre ellos, se destaca el trabajo de la Organización Internacional para las Migraciones y el Alto Comisionado de las Naciones Unidas para los Refugiados. Además, se han abierto diversos procesos de diálogo para atender el tema, como el Diálogo de Alto Nivel sobre Migración Internacional y Desarrollo y el Foro Mundial sobre Migración y Desarrollo.

### La Organización Internacional para las Migraciones
La Organización Internacional para las Migraciones es una organización intergubernamental, fundada en 1951, que se ocupa de la problemática de las migraciones. Con sede en Ginebra, cuenta con oficinas locales en más de 100 países. Se trata de una organización creada por tratado por los Estados soberanos, sin embargo, no depende de las Naciones Unidas. En la actualidad, los Estados miembros son 127 y 18 son observadores, con la adición de 76 organizaciones intergubernamentales y no gubernamentales. La OIM cuenta con una estructura flexible y tiene más de 440 oficinas en más de 100 países.

### Alto Comisionado de las Naciones Unidas para los Refugiados
El Alto Comisionado de las Naciones Unidas para los Refugiados (ACNUR, en inglés UNHCR, United Nations High Commissioner for Refugees) es el organismo de las Naciones Unidas encargado de proteger a los refugiados y desplazados por persecuciones o conflictos, y promover soluciones duraderas a su situación, mediante el reasentamiento voluntario en su país de origen o en el de acogida. Tiene su sede en Ginebra, Suiza, y más de 250 oficinas repartidas por todo el mundo.

### Foro Mundial sobre Migración y Desarrollo
El Foro Mundial sobre Migración y Desarrollo es una iniciativa de los Estados para discutir los aspectos multidimensionales de la migración y el desarrollo. El Foro Mundial surgió en el marco del Diálogo de Alto Nivel sobre Migración Internacional y Desarrollo celebrado en el seno de la Asamblea General de las Naciones Unidas en 2006. A la fecha, el Foro Mundial ha tenido cinco reuniones: Bruselas 2007, Manila 2008, Atenas 2009, Puerto Vallarta 2010, Ginebra 2011, Port Louis, Mauricio en 2012. La séptima reunión tuvo lugar en Estocolmo, Suecia en mayo de 2014.

### Cumbre de las Américas
- Wikisource contiene obras originales de o sobre Declaración sobre Migración y Protección de Los Ángeles.

## Protección de Niñez y Adolescencia en el Derecho Internacional de los Refugiados (DIR)
En cuanto a los principios aplicables a niñas/os y adolescentes (NNA) de la Convención sobre el Estatuto de los Refugiados de 1951 y su Protocolo de 1967, se ha señalado que no hay diferencias entre los niños y los adultos en lo referente al bienestar social y al goce de derechos. Los NNA que buscan asilo, refugiados, desplazados internos, retornados y/o apátridas merecen especial protección por parte de los Estados.
El ACNUR aboga por la adecuada aplicación de la protección complementaria para NNA no acompañados o separados que no cumplan con los criterios de refugiado, pero cuya vida, libertad o integridad corra peligro si es retornado: NNA en riesgo de ser víctimas de la violencia intrafamiliar, sexual y de género, explotación, trabajo forzado, trata de personas, reclutamiento por parte de organizaciones criminales, menores de origen extra continental entre otros.

### Observación General n.º 6 de la Convención de Derechos del Niño (1989)
Referida a NNA no acompañados y/o separados migrantes, basado en los siguientes principios:
- Principio de no discriminación
- Necesidad de adoptar medidas diferenciadas
- Interés Superior del Niño
- Derecho del NNA a expresar su opinión libremente
- Principio (obligaciones) de no devolución

### Opinión Consultiva de la Corte IDH (21/14)
Sobre los NNA en contexto migración independientemente de con quién o no vayan:
- Identificación de necesidades de protección internacional
- Garantías del debido proceso
- No privación de libertad
- Protección integral
- Espacios de alojamiento diferenciados
- Derecho a la vida familiar (unidad familiar)

## Directrices y políticas de ACNUR de protección especial relevantes para los jóvenes
- Directrices de protección internacional: solicitudes de asilo de niños, de conformidad con los artículos 1(A)2 y 1(F) de la Convención de 1951 y/o del Protocolo de 1967 sobre el Estatuto de los Refugiados, 2009.[37]

- Directrices sobre Protección Internacional: La persecución por motivos de género en el contexto del Artículo 1A(2) de la Convención de 1951 y/o el Protocolo de 1967 sobre el Estatuto de Refugiados, 7 de mayo del 2002 (HCR/GIP/02/01).[38]
- Directrices sobre protección internacional N.º 9; Solicitudes de la condición de refugiado relacionadas con la orientación sexual y/o la identidad de género, en el contexto del artículo 1A(2) de la Convención sobre el Estatuto de los Refugiados de 1951.[39]

- Directriz para la prevención y atención integral de la población indígena en situación de desplazamiento y riesgo, con enfoque diferencial.[40]

- Nota de orientación sobre las solicitudes de la condición de refugiado relacionadas con las víctimas de pandillas organizadas, 2010.[41]

## Sistemas globales de protección
Un sistema global de protección del menor comprende políticas, procedimientos y prácticas dirigidas a prevenir y actuar de manera efectiva ante el abuso, el trato negligente, la explotación y el trato violento al menor, y el promover la implementación de estos sistemas, se encuentra bajo la responsabilidad del Estado, y todos los menores que se encuentren bajo su jurisdicción deben tener un acceso no discriminado a tales sistemas.(ACNUR, 2015)